# 新米科拉伊夫卡 (伊萬尼夫卡市鎮)
46°48′47″N 34°31′5″E / 46.81306°N 34.51806°E
新米科拉伊夫卡（烏克蘭語：Новомиколаївка）是位於烏克蘭南部的村莊，由赫爾松州海尼切斯克區的伊萬尼夫卡市鎮負責管轄。該村始建於1912年，面積44.9平方公里，海拔高度49米，2001年人口466，人口密度每平方公里10.4人。